# هيرواكي كيمورا
هيرواكي كيمورا (باليابانية: 木村 浩昭) (20 مايو 1973 في كاناغاوا في اليابان – )؛ هو لاعب كرة قدم سابق كان يلعب كمدافع.